# Frans Kapofi

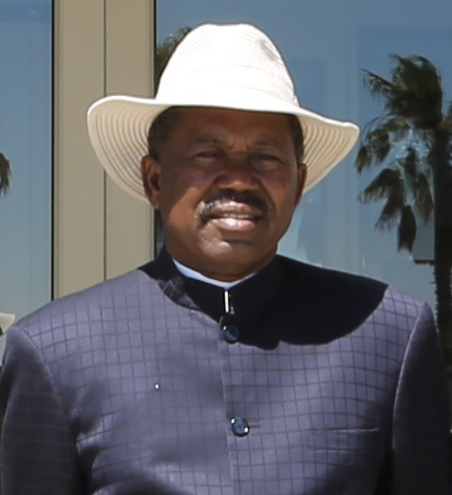
Frans Kapofi (2016)

Frans Kapofi (* 25. Januar 1953 in Onaame, Südwestafrika) ist ein namibischer Politiker der SWAPO.
Bei einer Kabinettsumbildung im April 2021 wurde er in das Verteidigungsministerium versetzt. Zuvor war er seit dem 23. März 2020 Innen- und Sicherheitsminister. Zuvor war er seit dem 8. Februar 2018 Innenminister, nachdem er seit 2015 Minister für Präsidentschaftsangelegenheiten war. Zudem hatte er vom 13. November 2019 bis 22. März 2020 interimistisch das Amt des Justizministers inne.
Kapofi hält zahlreiche Bildungsabschlüsse in Business Administration, Militärwesen und Sozialwissenschaften aus Tansania, dem Vereinigten Königreich, den Vereinigten Staaten und Russland. Er arbeitete vor allem in leitenden Positionen staatlicher Dienststellen und war führendes Mitglied der militärischen Freiheitsbewegung People’s Liberation Army of Namibia.